# Шепельська сільська рада
| Шепельська сільська рада — колишня адміністративно-територіальна одиниця та орган місцевого самоврядування у Луцькому районі Волинської області з адміністративним центром у с. Шепель. Припинила існування 15 травня 2017 року через об'єднання до складу Заборольської сільської територіальної громади Волинської області. Натомість утворено Шепельський старостинський округ. Сільській раді були підпорядковані населені пункти: - с. Шепель - с. Заболотці - с. Охотин |

## Склад ради
Рада складалася з 14 депутатів та голови.

## Керівний склад сільської ради
| ПІБ                     | Основні відомості                                                 | Дата обрання | Дата звільнення |
| ----------------------- | ----------------------------------------------------------------- | ------------ | --------------- |
| Новосад Леся Степанівна | Сільський голова, 1950 року народження, освіта, позапартійна      | 26.03.2006   | 31.10.2010      |
| Новосад Леся Степанівна | Сільський голова, 1952 року народження, освіта вища, позапартійна | 31.10.2010   |                 |

Примітка: таблиця складена за даними джерела

## Населення
Згідно з переписом УРСР 1989 року чисельність наявного населення сільської ради становила 886 осіб, з яких 400 чоловіків та 486 жінок.
За переписом населення України 2001 року в сільській раді мешкали 872 особи.

### Мова
Розподіл населення за рідною мовою за даними перепису 2001 року:
| Мова       | Відсоток |
| ---------- | -------- |
| українська | 98,18 %  |
| російська  | 1,82 %   |